# Friedrich Justin Bertuch

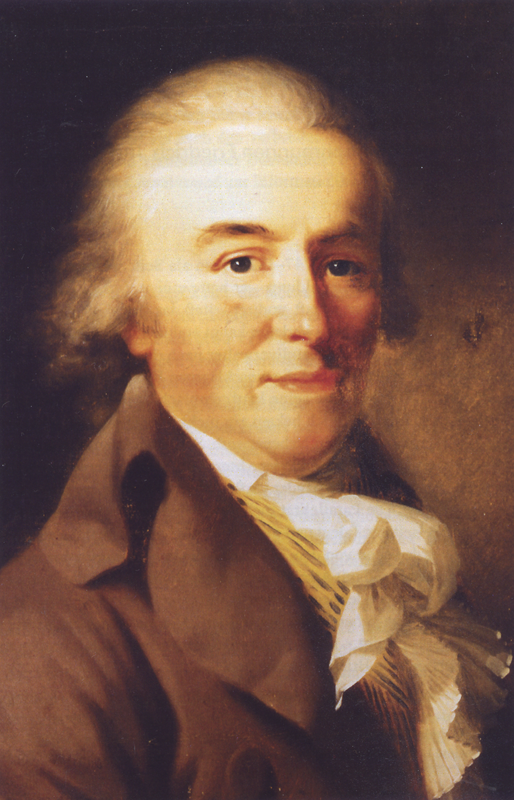
Retrato de Friedrich Justin Bertuch por Johann Friedrich August Tischbein (1796).

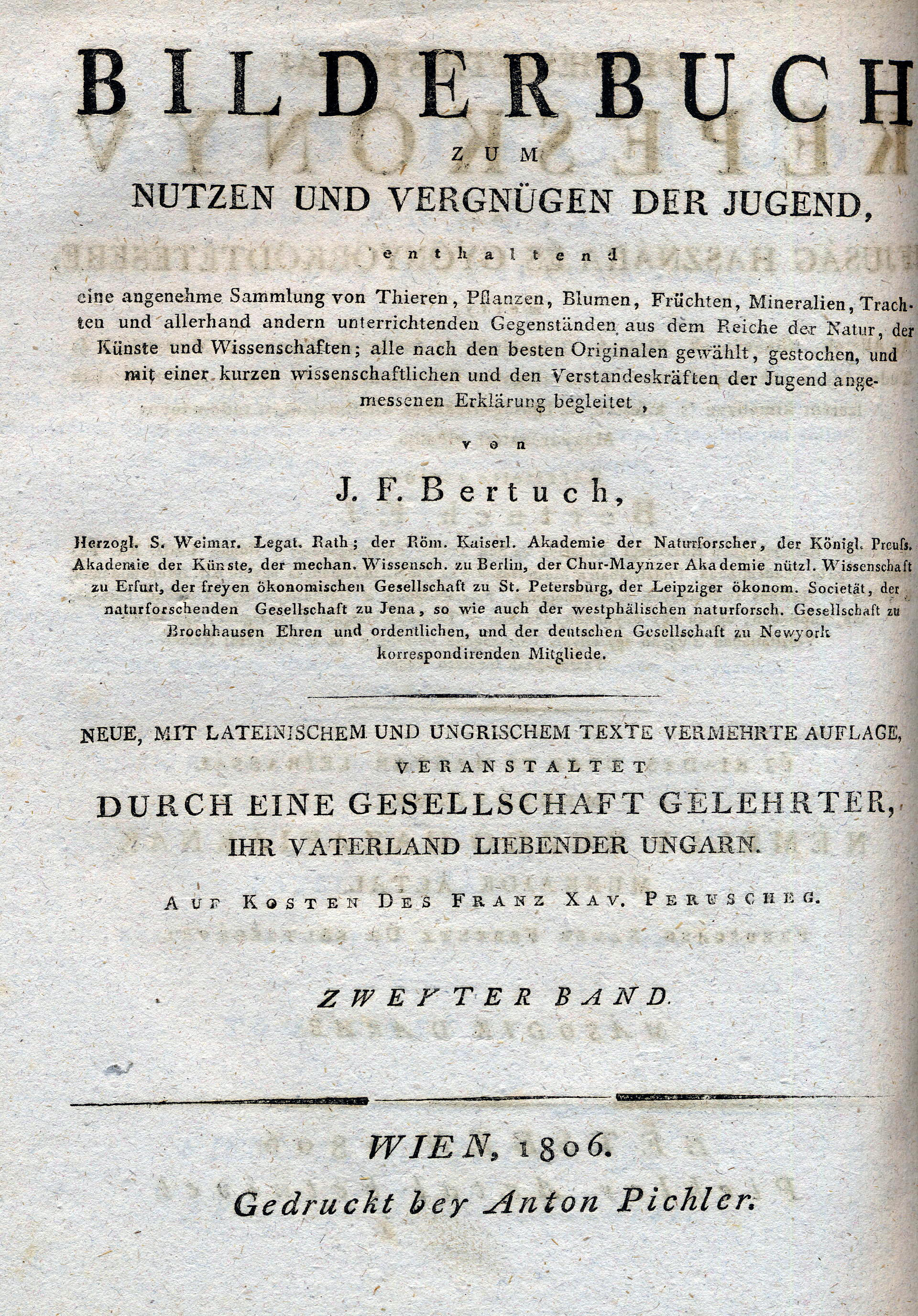
Portada de Bilderbuch für Kinder.

Friedrich Johann Justin Bertuch (30 de septiembre de 1747 - Weimar, 3 de abril de 1822) fue un editor, escritor, cervantista e hispanista alemán.
Editó el Magazin der spanischen und portugiesischen Literatur e hizo una adaptación de Don Quijote al alemán. Sin embargo, su interés por las cosas hispánicas era muy superior al conocimiento que de ellas poseía, a pesar de lo cual ejerció un notable influjo estimulando el Hispanismo de los primeros escritores del Romanticismo alemán. Como editor sus grandes éxitos fueron también la Biblioteca azul (1790-1800), una colección de cuentos de hadas que fue extraordinariamente popular, y el Bilderbuch o libro de imágenes (1790-1815), una vasta recopilación de estampas con un texto instructivo para uso de la infancia; esta obra incluso se vertió al latín con el título Novus orbis pictus. 

## Obras
- Polyxena (1775)
- Bilderbuch für Kinder enthaltend eine angenehme Sammlung von Thieren, Pflanzen, Blumen, Früchten, Mineralien, Trachten und allerhand andern unterrichtenden Gegenständen aus dem Reiche der Natur, der Künste und Wissenschaften; alle nach den besten Originalen gewählt, gestochen, und mit einer kurzen wissenschaftlichen, und den Verstandes-Kräften eines Kindes angemessenen Erklärung begleitet von F. J. Bertuch. 12 Bände. Verlag des Industrie-Comptoirs, Weimar 1792-1830 (online [UB Heidelberg]).